# تک‌درخت‌ها
تک‌درخت‌ها فیلمی به کارگردانی سعید ابراهیمی‌فر و نویسندگی سعید ابراهیمی‌فر و هوشنگ مرادی کرمانی محصول سال ۱۳۸۶ است.

## خلاصه
آقای روشن شاعر پیر و گمنام شهر کرمان است…

## بازیگران
- سعید پورصمیمی
- مهدی احمدی
- پریوش نظریه
- سعید قرایی
- پونه کاربخش